# 梁子湖区
梁子湖区（りょうしこ-く）は中華人民共和国湖北省鄂州市に位置する市轄区。

## 行政区画
- 鎮:太和鎮、東溝鎮、梁子鎮、塗家堖鎮、沼山鎮
- 梧桐湖新区